# Новий (Єрмекеєвський район)
Но́вий (рос. Новый, башк. Новый) — село у складі Єрмекеєвського району Башкортостану, Росія. Входить до складу Бекетовської сільської ради.
Населення — 313 осіб (2010; 315 в 2002).
Національний склад:
- росіяни — 33 %
- башкири — 28 %